# Eupithecia dinshoensis
Eupithecia dinshoensis är en fjärilsart som beskrevs av Claude Herbulot 1983. Eupithecia dinshoensis ingår i släktet Eupithecia och familjen mätare. Inga underarter finns listade i Catalogue of Life.